# Albanië op het Eurovisiesongfestival 2017
Albanië nam deel aan het Eurovisiesongfestival 2017 in Kiev, Oekraïne. Het was de 14de deelname van het land op het Eurovisiesongfestival. RTSH was verantwoordelijk voor de Albanese bijdrage voor de editie van 2017.

## Selectieprocedure
Naar jaarlijkse gewoonte verliep de Albanese selectie via Festivali i Këngës, dat in december 2016 aan zijn 55ste editie toe was. De inschrijvingen werden geopend op 22 september en werden op 10 oktober afgesloten. Zowel componisten als artiesten moesten over de Albanese nationaliteit beschikken en alle nummers moesten volledig in het Albanees vertolkt worden, al kon er traditiegetrouw na afloop van Festivali i Këngës beslist worden om het winnende nummer naar het Engels te vertalen voor het Eurovisiesongfestival. Op 1 november werd het deelnemersveld bekendgemaakt. Het festival vond plaats in het Pallati i Kongreseve in de Albanese hoofdstad Tirana. Op woensdag 21 en donderdag 22 december werden twee halve finales georganiseerd, met telkens twaalf kandidaten. Daarvan gingen er in totaal veertien door naar de eindstrijd, die zou plaatsvinden op vrijdag 23 december.
In de halve finales besliste een twaalfkoppige jury wie doorstootte naar de finale. In deze finale mochten alle twaalf juryleden elk 1, 2, 3, 4, 5, 7 en 10 punten uitreiken aan hun favoriete acts. Het televotende publiek mocht hetzelfde doen. De eindzege ging naar Lindita, met het nummer Botë. Voor het Eurovisiesongfestival werd het nummer naar het Engels vertaald, en kreeg het als titel World.

## Festivali i Këngës 2016

### Eerste halve finale
| Volgorde | Artiest         | Lied                 |
| -------- | --------------- | -------------------- |
| 1        | Flaka Krelani   | Osiris               |
| 2        | Xhejni Lito     | Pritja               |
| 3        | Genc Salihu     | Këtu                 |
| 4        | Erlind Zeraliu  | Dhimbja e gëzimit    |
| 5        | Xhesika Polo    | Eva jam unë          |
| 6        | Festina Mejzini | Atje lart            |
| 7        | Edea Demaliaj   | Besoj në ëndrra      |
| 8        | Neki Emra       | Dashuri dhe urrejtje |
| 9        | Yll Limani      | Shiu                 |
| 10       | Franc Koruni    | Macka                |
| 11       | Orges Toçe      | Shi diamantësh       |
| 12       | Lynx            | Sot                  |

### Tweede halve finale
| Volgorde | Artiest                          | Lied                |
| -------- | -------------------------------- | ------------------- |
| 1        | Elson Braha                      | Edhe një herë       |
| 2        | Lorela                           | Me ty               |
| 3        | Tiri                             | Më zgjo             |
| 4        | Fabiola Agalliu & Agnesa Çavolli | Shkon e vjen        |
| 5        | Rezarta Smaja                    | Pse prite gjatë     |
| 6        | Dilan Reka                       | Mos harro           |
| 7        | Albulena Jashari                 | Fjalët ia lë zemrës |
| 8        | Xuxi                             | Metropol            |
| 9        | Luka & Serxhio Hajdini           | Koha plaket         |
| 10       | Classic Boys                     | Dashuria për jetën  |
| 11       | Linda Rukaj                      | Vija e lumit        |
| 12       | Lindita                          | Botë                |

### Finale
| Plaats | Artiest                          | Lied            | Jury | Publiek | Totaal |
| ------ | -------------------------------- | --------------- | ---- | ------- | ------ |
| 1      | Lindita                          | Botë            | 80   | 5       | 85     |
| 2      | Genc Salihu                      | Këtu            | 52   | 2       | 54     |
| 3      | Dilan Reka                       | Most harro      | 43   | 7       | 50     |
| 3      | Yll Limani                       | Shiu            | 40   | 10      | 50     |
| 5      | Xuxi                             | Metropol        | 30   | 0       | 30     |
| 5      | Flaka Krelani                    | Osiris          | 27   | 3       | 30     |
| 7      | Rezarta Smaja                    | Pse prite gjatë | 20   | 4       | 24     |
| 7      | Orges Toçe                       | Shi diamantësh  | 24   | 0       | 24     |
| 9      | Edea Demaliaj                    | Besoj në ëndrra | 23   | 0       | 23     |
| 10     | Lynx                             | Sot             | 13   | 1       | 14     |
| 11     | Franc Koruni                     | Macka           | 12   | 0       | 12     |
| 12     | Lorela                           | Me ty           | 8    | 0       | 8      |
| 13     | Fabiola Agalliu & Agnesa Çavolli | Shkon e vjen    | 7    | 0       | 7      |
| 14     | Xhesika Polo                     | Eva jam unë     | 5    | 0       | 5      |

## In Kiev
Albanië trad aan in de eerste halve finale, op dinsdag 9 mei 2017. Albanië eindigde op de veertiende plek, met 76 punten, en wist zich zo niet te plaatsen voor de finale.